# ورزشگاه مرکزی قوستانای
ورزشگاه مرکزی قوستانای (به قزاقی: Kostanay Central Stadium) یک ورزشگاه فوتبال در قزاقستان است که در شهر قوستانای واقع شده‌است.